# Уайтуотер (тауншип, Миннесота)
Уайтуотер (англ. Whitewater) — тауншип в округе Уинона, Миннесота, США. На 2000 год его население составило 202 человека.

## География
По данным Бюро переписи населения США площадь тауншипа составляет 91,5 км², из которых 91,2 км² занимает суша, а 0,3 км² — вода (0,37 %).

## Демография
По данным переписи населения 2000 года здесь находились 202 человека, 65 домохозяйств и 52 семьи.  Плотность населения —  2,2 чел./км².  На территории тауншипа расположено 70 построек со средней плотностью 0,8 построек на один квадратный километр. Расовый состав населения: 97,52 % белых, 0,99 % — других рас США и 1,49 % приходится на две или более других рас. Испанцы или латиноамериканцы любой расы составляли 1,98 % от популяции тауншипа.
Из 65 домохозяйств в 44,6 % воспитывались дети до 18 лет, в 70,8 % проживали супружеские пары, в 3,1 % проживали незамужние женщины и в 20,0 % домохозяйств проживали несемейные люди. 16,9 % домохозяйств состояли из одного человека, при том 3,1 % из — одиноких пожилых людей старше 65 лет. Средний размер домохозяйства — 3,11, а семьи — 3,56 человека.
34,2 % населения — младше 18 лет, 6,9 % — в возрасте от 18 до 24 лет, 30,2 % — от 25 до 44, 21,3 % — от 45 до 64, и 7,4 % — старше 65 лет. Средний возраст — 32 года. На каждые 100 женщин приходилось 112,6 мужчин.  На каждые 100 женщин старше 18 приходилось 121,7 мужчин.
Средний годовой доход домохозяйства составлял 51 875 долларов, а средний годовой доход семьи —  58 125 долларов. Средний доход мужчин —  28 750  долларов, в то время как у женщин — 19 167. Доход на душу населения составил 19 122 доллара. За чертой бедности не находилась ни одна семья и 0,9 % всего населения тауншипа, из которых 10,5 % старше 65 лет.